# Projetos/Aves/Lista de aves de Sibley-Monroe 16

## Passeriformes(continuação)

### Zosteropidae
- Speirops melanocephalus
- Speirops lugubris
- Speirops brunneus
- Speirops leucophoeus
- Zosterops senegalensis
- Zosterops vaughani
- Zosterops mayottensis
- Zosterops poliogaster
- Zosterops abyssinicus
- Zosterops pallidus
- Zosterops maderaspatanus
- Zosterops mouroniensis
- Zosterops ficedulinus
- Zosterops griseovirescens
- Zosterops borbonicus
- Zosterops olivaceus
- Zosterops chloronothos
- Zosterops modestus
- Zosterops ceylonensis
- Zosterops erythropleurus
- Zosterops palpebrosus
- Zosterops japonicus
- Zosterops meyeni
- Zosterops salvadorii
- Zosterops conspicillatus
- Zosterops hypolais
- Zosterops semperi
- Zosterops atricapillus
- Zosterops everetti
- Zosterops nigrorum
- Zosterops montanus
- Zosterops natalis
- Zosterops flavus
- Zosterops chloris
- Zosterops citrinellus
- Zosterops grayi
- Zosterops uropygialis
- Zosterops consobrinorum
- Zosterops anomalus
- Zosterops wallacei
- Zosterops atrifrons
- Zosterops atriceps
- Zosterops minor
- Zosterops meeki
- Zosterops hypoxanthus
- Zosterops mysorensis
- Zosterops fuscicapillus
- Zosterops buruensis
- Zosterops kuehni
- Zosterops novaeguineae
- Zosterops luteus
- Zosterops griseotinctus
- Zosterops rennellianus
- Zosterops vellalavella
- Zosterops splendidus
- Zosterops luteirostris
- Zosterops kulambangrae
- Zosterops murphyi
- Zosterops metcalfii
- Zosterops rendovae
- Zosterops stresemanni
- Zosterops sanctaecrucis
- Zosterops lateralis
- Zosterops tephropleurus
- Zosterops strenuus
- Zosterops tenuirostris
- Zosterops albogularis
- Zosterops inornatus
- Zosterops explorator
- Zosterops flavifrons
- Zosterops xanthochrous
- Zosterops minutus
- Zosterops samoensis
- Zosterops finschii
- Zosterops cinereus
- Zosterops oleagineus
- Rukia longirostra
- Rukia ruki
- Cleptornis marchei
- Tephrozosterops stalkeri
- Madanga ruficollis
- Lophozosterops javanicus
- Lophozosterops squamiceps
- Lophozosterops goodfellowi
- Lophozosterops superciliaris
- Lophozosterops pinaiae
- Lophozosterops dohertyi
- Oculocincta squamifrons
- Heleia crassirostris
- Heleia muelleri
- Chlorocharis emiliae
- Woodfordia superciliosa
- Woodfordia lacertosa
- Megazosterops palauensis
- Hypocryptadius cinnamomeus

### Sylviidae
- Tesia castaneocoronata
- Tesia olivea
- Tesia cyaniventer
- Tesia superciliaris
- Tesia everetti
- Urosphena subulata
- Urosphena whiteheadi
- Urosphena squameiceps
- Cettia pallidipes
- Cettia canturians
- Cettia diphone
- Cettia seebohmi
- Cettia annae
- Cettia parens
- Cettia ruficapilla
- Cettia fortipes
- Cettia vulcania
- Cettia carolinae
- Cettia major
- Cettia flavolivacea
- Cettia acanthizoides
- Cettia brunnifrons
- Rouxinol-bravo, Cettia cetti
- Bradypterus baboecala
- Bradypterus grandis
- Bradypterus carpalis
- Bradypterus graueri
- Bradypterus alfredi
- Bradypterus sylvaticus
- Bradypterus lopezi
- Bradypterus mariae
- Bradypterus barratti
- Bradypterus cinnamomeus
- Bradypterus victorini
- Bradypterus thoracicus
- Bradypterus major
- Bradypterus tacsanowskius
- Bradypterus luteoventris
- Bradypterus seebohmi
- Bradypterus palliseri
- Bradypterus caudatus
- Bradypterus accentor
- Bradypterus castaneus
- Dromaeocercus brunneus
- Bathmocercus cerviniventris
- Bathmocercus rufus
- Scepomycter winifredae
- Nesillas aldabrana
- Nesillas longicaudata
- Nesillas typica
- Nesillas brevicaudata
- Nesillas mariae
- Thamnornis chloropetoides
- Melocichla mentalis
- Achaetops pycnopygius
- Sphenoeacus afer
- Locustella lanceolata
- Felosa-malhada, Locustella naevia
- Locustella certhiola
- Locustella ochotensis
- Locustella pleskei
- Felosa-fluvial, Locustella fluviatilis
- Felosa-unicolor, Locustella luscinioides
- Locustella fasciolata
- Acrocephalus melanopogon
- Acrocephalus paludicola
- Acrocephalus schoenobaenus
- Acrocephalus sorghophilus
- Acrocephalus bistrigiceps
- Acrocephalus agricola
- Acrocephalus concinens
- Rouxinol-pequeno-dos-caniços, Acrocephalus scirpaceus
- Acrocephalus baeticatus
- Felosa-das-moitas, Acrocephalus dumetorum
- Felosa-palustre, Acrocephalus palustris
- Rouxinol-grande-dos-caniços, Acrocephalus arundinaceus
- Acrocephalus stentoreus
- Acrocephalus griseldis
- Acrocephalus australis
- Acrocephalus luscinia
- Acrocephalus syrinx
- Acrocephalus rehsei
- Acrocephalus familiaris
- Acrocephalus aequinoctialis
- Acrocephalus caffer
- Acrocephalus mendanae
- Acrocephalus atyphus
- Acrocephalus kerearako
- Acrocephalus rimatarae
- Acrocephalus vaughani
- Acrocephalus taiti
- Acrocephalus rufescens
- Acrocephalus brevipennis
- Acrocephalus gracilirostris
- Acrocephalus newtoni
- Acrocephalus aedon
- Bebrornis rodericanus
- Bebrornis sechellensis
- Hippolais caligata
- Hippolais rama
- Felosa-pálida, Hippolais pallida
- Hippolais languida
- Felosa-das-oliveiras, Hippolais olivetorum
- Felosa-poliglota, Hippolais polyglotta
- Felosa-icterina, Hippolais icterina
- Chloropeta natalensis
- Chloropeta similis
- Chloropeta gracilirostris
- Stenostira scita
- Phyllolais pulchella
- Orthotomus metopias
- Orthotomus moreaui
- Orthotomus cuculatus
- Orthotomus heterolaemus
- Orthotomus sutorius
- Orthotomus atrogularis
- Orthotomus castaneiceps
- Orthotomus frontalis
- Orthotomus derbianus
- Orthotomus sericeus
- Orthotomus ruficeps
- Orthotomus sepium
- Orthotomus samarensis
- Orthotomus nigriceps
- Orthotomus cinereiceps
- Poliolais lopezi
- Graueria vittata
- Eremomela icteropygialis
- Eremomela salvadorii
- Eremomela flavicrissalis
- Eremomela pusilla
- Eremomela canescens
- Eremomela scotops
- Eremomela gregalis
- Eremomela badiceps
- Eremomela turneri
- Eremomela atricollis
- Eremomela usticollis
- Randia pseudozosterops
- Newtonia amphichroa
- Newtonia brunneicauda
- Newtonia archboldi
- Newtonia fanovanae
- Sylvietta virens
- Sylvietta denti
- Sylvietta chapini
- Sylvietta leucophrys
- Sylvietta brachyura
- Sylvietta philippae
- Sylvietta ruficapilla
- Sylvietta whytii
- Sylvietta isabellina
- Sylvietta rufescens
- Hemitesia neumanni
- Macrosphenus kempi
- Macrosphenus flavicans
- Macrosphenus concolor
- Macrosphenus pulitzeri
- Macrosphenus kretschmeri
- Amaurocichla bocagii
- Hylia prasina
- Leptopoecile sophiae
- Leptopoecile elegans
- Phylloscopus laetus
- Phylloscopus laurae
- Phylloscopus ruficapillus
- Phylloscopus herberti
- Phylloscopus budongoensis
- Phylloscopus umbrovirens
- Felosa-musical, Phylloscopus trochilus
- Felosa-comum, Phylloscopus collybita
- Phylloscopus lorenzii
- Phylloscopus neglectus
- Felosa-de-bonelli, Phylloscopus bonelli
- Felosa-assobiadeira, Phylloscopus sibilatrix
- Phylloscopus fuscatus
- Phylloscopus fuligiventer
- Phylloscopus affinis
- Phylloscopus subaffinis
- Phylloscopus griseolus
- Phylloscopus armandii
- Phylloscopus schwarzi
- Phylloscopus pulcher
- Phylloscopus maculipennis
- Phylloscopus proregulus
- Phylloscopus chloronotus
- Phylloscopus subviridis
- Felosa-bilistrada, Phylloscopus inornatus
- Felosa-boreal, Phylloscopus borealis
- Felosa-troquilóide, Phylloscopus trochiloides
- Phylloscopus tenellipes
- Phylloscopus borealoides
- Phylloscopus magnirostris
- Phylloscopus tytleri
- Phylloscopus occipitalis
- Phylloscopus coronatus
- Phylloscopus ijimae
- Phylloscopus reguloides
- Phylloscopus davisoni
- Phylloscopus cantator
- Phylloscopus ricketti
- Phylloscopus olivaceus
- Phylloscopus cebuensis
- Phylloscopus trivirgatus
- Phylloscopus sarasinorum
- Phylloscopus presbytes
- Phylloscopus poliocephalus
- Phylloscopus makirensis
- Phylloscopus amoenus
- Seicercus burkii
- Seicercus xanthoschistos
- Seicercus affinis
- Seicercus poliogenys
- Seicercus castaniceps
- Seicercus montis
- Seicercus grammiceps
- Tickellia hodgsoni
- Abroscopus albogularis
- Abroscopus schisticeps
- Abroscopus superciliaris
- Hyliota flavigaster
- Hyliota australis
- Hyliota violacea
- Amphilais seebohmi
- Megalurus pryeri
- Megalurus timoriensis
- Megalurus palustris
- Megalurus albolimbatus
- Megalurus gramineus
- Megalurus punctatus
- Megalurus rufescens
- Cincloramphus cruralis
- Cincloramphus mathewsi
- Eremiornis carteri
- Buettikoferella bivittata
- Megalurulus mariei
- Megalurulus grosvenori
- Megalurulus llaneae
- Megalurulus whitneyi
- Megalurulus rubiginosus
- Trichocichla rufa
- Chaetornis striatus
- Graminicola bengalensis
- Schoenicola brevirostris
- Schoenicola platyura
- Garrulax cinereifrons
- Garrulax palliatus
- Garrulax rufifrons
- Garrulax perspicillatus
- Garrulax albogularis
- Garrulax leucolophus
- Garrulax monileger
- Garrulax pectoralis
- Garrulax lugubris
- Garrulax calvus
- Garrulax striatus
- Garrulax strepitans
- Garrulax milleti
- Garrulax maesi
- Garrulax ruficollis
- Garrulax nuchalis
- Garrulax chinensis
- Garrulax vassali
- Garrulax galbanus
- Garrulax delesserti
- Garrulax gularis
- Garrulax davidi
- Garrulax sukatschewi
- Garrulax cineraceus
- Garrulax rufogularis
- Garrulax lunulatus
- Garrulax bieti
- Garrulax maximus
- Garrulax ocellatus
- Garrulax caerulatus
- Garrulax poecilorhynchus
- Garrulax mitratus
- Garrulax merulinus
- Garrulax canorus
- Garrulax sannio
- Garrulax cachinnans
- Garrulax jerdoni
- Garrulax lineatus
- Garrulax virgatus
- Garrulax austeni
- Garrulax squamatus
- Garrulax subunicolor
- Garrulax elliotii
- Garrulax variegatus
- Garrulax henrici
- Garrulax affinis
- Garrulax morrisonianus
- Garrulax erythrocephalus
- Garrulax yersini
- Garrulax formosus
- Garrulax milnei
- Liocichla phoenicea
- Liocichla omeiensis
- Liocichla steerii
- Modulatrix stictigula
- Arcanator orostruthus
- Trichastoma rostratum
- Trichastoma celebense
- Trichastoma bicolor
- Trichastoma woodi
- Malacocincla abbotti
- Malacocincla sepiarium
- Malacocincla vanderbilti
- Malacocincla perspicillata
- Malacocincla malaccensis
- Malacocincla cinereiceps
- Pellorneum tickelli
- Pellorneum pyrrogenys
- Pellorneum albiventre
- Pellorneum palustre
- Pellorneum ruficeps
- Pellorneum fuscocapillum
- Pellorneum capistratum
- Malacopteron magnirostre
- Malacopteron affine
- Malacopteron cinereum
- Malacopteron magnum
- Malacopteron palawanense
- Malacopteron albogulare
- Illadopsis cleaveri
- Illadopsis albipectus
- Illadopsis rufescens
- Illadopsis puveli
- Illadopsis rufipennis
- Illadopsis fulvescens
- Illadopsis pyrrhoptera
- Illadopsis atriceps
- Illadopsis abyssinica
- Kakamega poliothorax
- Ptyrticus turdinus
- Pomatorhinus hypoleucos
- Pomatorhinus erythrocnemis
- Pomatorhinus erythrogenys
- Pomatorhinus horsfieldii
- Pomatorhinus schisticeps
- Pomatorhinus montanus
- Pomatorhinus ruficollis
- Pomatorhinus ochraceiceps
- Pomatorhinus ferruginosus
- Xiphirhynchus superciliaris
- Jabouilleia danjoui
- Rimator malacoptilus
- Ptilocichla leucogrammica
- Ptilocichla mindanensis
- Ptilocichla falcata
- Kenopia striata
- Napothera macrodactyla
- Napothera rufipectus
- Napothera atrigularis
- Napothera marmorata
- Napothera crispifrons
- Napothera brevicaudata
- Napothera crassa
- Napothera rabori
- Napothera epilepidota
- Pnoepyga albiventer
- Pnoepyga immaculata
- Pnoepyga pusilla
- Spelaeornis caudatus
- Spelaeornis badeigularis
- Spelaeornis troglodytoides
- Spelaeornis formosus
- Spelaeornis chocolatinus
- Spelaeornis longicaudatus
- Sphenocichla humei
- Neomixis tenella
- Neomixis viridis
- Neomixis striatigula
- Neomixis flavoviridis
- Stachyris rodolphei
- Stachyris ambigua
- Stachyris rufifrons
- Stachyris ruficeps
- Stachyris pyrrhops
- Stachyris chrysaea
- Stachyris plateni
- Stachyris dennistouni
- Stachyris nigrocapitata
- Stachyris capitalis
- Stachyris speciosa
- Stachyris whiteheadi
- Stachyris striata
- Stachyris latistriata
- Stachyris nigrorum
- Stachyris hypogrammica
- Stachyris grammiceps
- Stachyris herberti
- Stachyris nigriceps
- Stachyris poliocephala
- Stachyris oglei
- Stachyris striolata
- Stachyris leucotis
- Stachyris nigricollis
- Stachyris thoracica
- Stachyris maculata
- Stachyris erythroptera
- Stachyris melanothorax
- Dumetia hyperythra
- Rhopocichla atriceps
- Macronous gularis
- Macronous flavicollis
- Macronous kelleyi
- Macronous striaticeps
- Macronous ptilosus
- Micromacronus leytensis
- Timalia pileata
- Chrysomma sinense
- Chrysomma altirostre
- Chrysomma poecilotis
- Turdoides nipalensis
- Turdoides altirostris
- Turdoides caudatus
- Turdoides earlei
- Turdoides gularis
- Turdoides longirostris
- Turdoides malcolmi
- Turdoides squamiceps
- Turdoides fulvus
- Turdoides aylmeri
- Turdoides rubiginosus
- Turdoides subrufus
- Turdoides striatus
- Turdoides rufescens
- Turdoides affinis
- Turdoides reinwardtii
- Turdoides tenebrosus
- Turdoides melanops
- Turdoides squamulatus
- Turdoides leucopygius
- Turdoides hartlaubii
- Turdoides bicolor
- Turdoides sharpei
- Turdoides hypoleucus
- Turdoides hindei
- Turdoides plebejus
- Turdoides leucocephalus
- Turdoides jardineii
- Turdoides gymnogenys
- Babax lanceolatus
- Babax waddelli
- Babax koslowi
- Leiothrix argentauris
- Leiothrix lutea
- Cutia nipalensis
- Pteruthius rufiventer
- Pteruthius flaviscapis
- Pteruthius xanthochlorus
- Pteruthius melanotis
- Pteruthius aenobarbus
- Gampsorhynchus rufulus
- Actinodura egertoni
- Actinodura ramsayi
- Actinodura nipalensis
- Actinodura waldeni
- Actinodura souliei
- Actinodura morrisoniana
- Minla cyanouroptera
- Minla strigula
- Minla ignotincta
- Alcippe chrysotis
- Alcippe variegaticeps
- Alcippe cinerea
- Alcippe castaneceps
- Alcippe vinipectus
- Alcippe striaticollis
- Alcippe ruficapilla
- Alcippe cinereiceps
- Alcippe ludlowi
- Alcippe rufogularis
- Alcippe brunnea
- Alcippe dubia
- Alcippe brunneicauda
- Alcippe poioicephala
- Alcippe pyrrhoptera
- Alcippe peracensis
- Alcippe morrisonia
- Alcippe nipalensis
- Lioptilus nigricapillus
- Kupeornis gilberti
- Kupeornis rufocinctus
- Kupeornis chapini
- Parophasma galinieri
- Phyllanthus atripennis
- Crocias langbianis
- Crocias albonotatus
- Heterophasia annectens
- Heterophasia capistrata
- Heterophasia gracilis
- Heterophasia melanoleuca
- Heterophasia auricularis
- Heterophasia pulchella
- Heterophasia picaoides
- Yuhina castaniceps
- Yuhina everetti
- Yuhina bakeri
- Yuhina flavicollis
- Yuhina humilis
- Yuhina gularis
- Yuhina diademata
- Yuhina occipitalis
- Yuhina brunneiceps
- Yuhina nigrimenta
- Yuhina zantholeuca
- Myzornis pyrrhoura
- Oxylabes madagascariensis
- Crossleyia xanthophrys
- Mystacornis crossleyi
- Panurus biarmicus
- Conostoma oemodium
- Paradoxornis paradoxus
- Paradoxornis unicolor
- Paradoxornis gularis
- Paradoxornis flavirostris
- Paradoxornis guttaticollis
- Paradoxornis conspicillatus
- Paradoxornis webbianus
- Paradoxornis brunneus
- Paradoxornis alphonsianus
- Paradoxornis zappeyi
- Paradoxornis przewalskii
- Paradoxornis fulvifrons
- Paradoxornis nipalensis
- Paradoxornis verreauxi
- Paradoxornis davidianus
- Paradoxornis atrosuperciliaris
- Paradoxornis ruficeps
- Paradoxornis heudei
- Rhabdornis mystacalis
- Rhabdornis grandis
- Rhabdornis inornatus
- Chamaea fasciata
- Sylvia buryi
- Sylvia lugens
- Sylvia boehmi
- Sylvia layardi
- Sylvia subcaeruleum
- Toutinegra-de-barrete-preto, Sylvia atricapilla
- Felosa-das-figueiras, Sylvia borin
- Papa-amoras, Sylvia communis
- Papa-amoras-cinzento, Sylvia curruca
- Sylvia minula
- Sylvia althaea
- Sylvia nana
- Toutinegra-gavião, Sylvia nisoria
- Toutinegra-real, Sylvia hortensis
- Sylvia leucomelaena
- Sylvia rueppelli
- Toutinegra-de-cabeça-preta, Sylvia melanocephala
- Sylvia melanothorax
- Toutinegra-carrasqueira, Sylvia cantillans
- Sylvia mystacea
- Toutinegra-tomilheira, Sylvia conspicillata
- Sylvia deserticola
- Felosa-do-mato, Sylvia undata
- Toutinegra-sarda, Sylvia sarda

Página anterior: Anexo:Lista de aves de Sibley-Monroe 15
Próxima página: Anexo:Lista de aves de Sibley-Monroe 17
Índice: 1, 2, 3, 4, 5, 6, 7, 8, 9, 10, 11, 12, 13, 14, 15, 16, 17, 18